# La Presita de Berlanga
La Presita de Berlanga är en ort i Mexiko.   Den ligger i kommunen Galeana och delstaten Nuevo León, i den centrala delen av landet, 600 km norr om huvudstaden Mexico City. La Presita de Berlanga ligger 2 095 meter över havet och antalet invånare är 155.
Terrängen runt La Presita de Berlanga är kuperad. Runt La Presita de Berlanga är det mycket glesbefolkat, med 5 invånare per kvadratkilometer. Det finns inga andra samhällen i närheten. Omgivningarna runt La Presita de Berlanga är i huvudsak ett öppet busklandskap.